# Bad Moon Rising (album)
Pour les articles homonymes, voir Bad Moon Rising.
Albums de Sonic Youth
Sonic Death
(1984) Evol
(1986)
Bad Moon Rising est un album du groupe Sonic Youth sorti en 1985 sur les labels Homestead et Blast First, puis réédité en 1995 par Geffen.

## Historique
La version CD de l'album de Sonic Youth comporte 4 morceaux qui ne sont pas présents sur les versions vinyles et cassette : le dernier de ces 4 morceaux n'est pas indiqué sur la liste des morceaux à l'arrière du disque ; de plus sur certaines versions, le morceau Flower est inversé avec le morceau Halloween. Les 7 premiers morceaux de l'album sont tous enchainés.
On retrouve les morceaux Death Valley '69, Halloween et Flower sur la compilation Screaming Fields of Sonic Love .

## Titres
Note: les durées des titres sont différentes entre la version Blast First et la version Geffen. La première durée est celle de la version Blast First et celle entre crochets est celle de la version Geffen.
1. Intro - 1:10  [1:11]
2. Brave Men Run (In my Family) - 3:37  [3:56]
3. Society is a Hole - 5:57  [4:51]
4. I Love Her All the Time - 7:28  [8:21]
---
5. Ghost Bitch - 5:40  [4:25]
6. I'm Insane - 4:07  [6:55]
7. Justice is Might - 4:21  [2:56]
8. Death Valley'69 - 5:10  [5:22]

### Morceaux supplémentaires de la réédition CD
Note: Durée identiques entre les deux productions.
1. Satan is Boring - 5:06
2. Flower - 3:33
3. Halloween - 5:00
4. Echo Canyon - 1:08

La piste 12 n'est pas marquée à l'arrière de la pochette.

## Composition du groupe
- Kim Gordon - Basse/Chant
- Thurston Moore - Guitare/Chant
- Lee Ranaldo - Guitare/Chant
- Bob Bert - Batterie